# Бандерия
Бандерия (от лат. banderium «знамя») — отряд воинов, выставлявшийся и возглавлявшийся феодалом во времена средневековья, для обозначения принадлежности и местоположения которого во главе отряда, в ставке или в месте нахождения командира во время боя поднимался бандериум — обычно квадратное знамя (аналогично тому, как подразделение хоругвь названо в честь военной хоругви).
В частности, подобный способ комплектования армии получил значительное распространение в Венгрии, где, еще на рубеже первого тысячелетия, король Стефан Святой вменил в обязанность всем крупным земельным собственникам, не исключая духовных, соответственные их владениям бандерии, во главе которых они должны были следовать за королём. Позднее, в XIV—XV веках система бандерии была регламентирована законами Карла I Роберта и Жигмонда Люксембургского.
К XV—XVI веках в Венгрии это были преимущественно отряды конницы, отчего бандерией стал называться род венгерской кавалерии. Впоследствии система организации бандерии постепенно приходила в упадок, a в XVII столетии господство турок положило конец военному устройству этого рода; но и до начала XX века депутации всадников, отправляемых в торжественных случаях из комитатов, именовались бандериями.